# Filip Karásek
Filip Karásek (* 22. března 1985 Ostrava) je tanečník věnující se latinskoamerickým tancům. Absolvoval a získal licenci trenéra a porotce latinskoamerických a standardních tanců. Je trojnásobným amatérským a dvojnásobným profesionálním mistrem České republiky. V letech 2001–2005 byla jeho taneční partnerkou Dita Drábková, poté do roku 2015 Sabina Karásková (Pišková) a následně Tereza Florová.

## Úspěchy
V roce 2013 obsadil 11. místo v latinskoamerických tancích na Světových hrách v Cali. V roce 2013, 2014 a 2015 se stal, spolu se Sabinou Karáskovou, amatérským mistrem České republiky v latinskoamerických tancích. V roce 2016 obsadil, spolu s Terezou Florovou, 6. místo na Super Grand Prix ve Stuttgartu. V roce 2016 a 2017 se stal, spolu s Terezou Florovou, mistrem České republiky v kategorii profesionálové.